# Percy Jackson e gli dei dell'Olimpo: lo scontro finale
Percy Jackson e gli dei dell'Olimpo: lo scontro finale, detto anche solamente Lo scontro finale, è un romanzo fantasy ed è il quinto di una serie di cinque romanzi della saga letteraria di Percy Jackson e gli dei dell'Olimpo scritta ed ideata dallo scrittore statunitense Rick Riordan negli anni duemila che ha come protagonista Percy Jackson . È stato pubblicato in lingua originale in data 5 maggio 2009 e in italiano il 3 aprile 2012.

## Trama
Il libro inizia con Percy che deve fare saltare la nave di Luke/Crono insieme a Charles Beckendorf, figlio di Efesto. Cavalcando il pegaso Blackjack i ragazzi salgono sulla nave, ma vengono scoperti e catturati. Beckendorf però è riuscito a piazzare il fuoco greco e con un orologio riesce ad attivarlo, mentre Percy si tuffa in mare e scappa per volere del suo amico. La nave esplode e Charles perde la vita. Si apprende inoltre che gli dei sono impegnati su due fronti: gli Olimpi tentano di fermare Tifone mentre il regno di Poseidone è sotto l'attacco del titano Oceano. Percy, dopo la distruzione della nave Andromeda, perde conoscenza e arriva alla reggia di suo padre, dove incontra anche il fratellastro Tyson; vorrebbe fermarsi per aiutare il padre ma lui lo esorta a tornare al Campo Mezzosangue, dove lo avverte della presenza di una spia. Al Campo mancano Dioniso, impegnato a combattere, Talia, cacciatrice di Artemide, e Grover, che sta cercando di salvare la natura come gli è stato imposto da Pan. Percy infine legge la profezia che lo riguardava, ovvero quella in cui viene predetto che ai suoi sedici anni:
Quindi Percy, convinto della sua morte entro una settimana, litiga con Annabeth e decide di accettare la proposta di Nico. Con l'aiuto della signora O'Leary vanno nella casa della folle signora Castellan, madre di Luke, per tentare di capire, fra le altre cose, come Luke sia riuscito a ospitare nel proprio corpo lo spirito di Crono. Usciti dalla casa incontrano Estia, la dea del focolare, la quale fa capire ai due ragazzi che a Percy serve la benedizione di sua madre per compiere il gesto che sarà necessario fare, per sconfiggere Crono e quindi lo trasporta rapidamente nella sua casa, dove la madre di Percy benedice il figlio.
Nico vuole entrare nell'Ade usando la porta di Orfeo, situata nei pressi di Central Park, ma per farlo hanno bisogno di qualcuno bravo nel cantare. Percy riesce, con il legame empatico, a richiamare Grover, che era rimasto addormentato per ben due mesi a causa di Morfeo, dio del sonno, che, come molti altri dei minori, è passato dalla parte dei Titani. Grover apre con il canto la porta e Percy e Nico entrano negli Inferi. Qui Percy viene tratto in inganno dal figlio di Ade, il quale, volendo conoscere ciò che veramente è successo alla madre, lo porta dal padre, che lo inganna, dato che vuole la distruzione dell'Olimpo per poi annientare Crono, indebolito dalla guerra con gli dei, più facilmente. Percy finisce in una prigione infernale, ma Nico riesce a farlo scappare con i suoi poteri. Fuggiti dall'Erebo incontrano il fantasma di Achille, il quale gli dice che, gettandosi nello Stige, ne uscirebbe invincibile, ma un punto del suo corpo, scelto da Percy stesso, resterà vulnerabile. Tuttavia immergersi in tale fiume è molto pericoloso e, se non ci si tiene legati ad un punto fermo della realtà, ci si scioglie all'interno di esso. Percy decide che il punto vulnerabile sarà sulla schiena all'altezza dell'ombelico e quindi si getta nel fiume infernale. Dopo essere diventato invincibile riesce a sbaragliare l'esercito di Ade e il dio gli confessa che i Titani stanno preparando una trappola.

### La battaglia di Manhattan
Percy quindi torna in superficie dove lo attendono quaranta mezzosangue del campo, fra i quali non ci sono però i figli di Ares, a causa di un litigio con la casa di Apollo. Quindi sale sull'Olimpo dove parla con Ermes, il quale gli dice che la lotta con Tifone, il padre di tutti i mostri, non può fermarsi e che i mezzosangue dovranno difendere Manhattan  da soli mentre Eolo e altri dei minori come Estia difenderanno l'Olimpo. Percy sa che l'unico modo per sconfiggere Crono è conoscere il passato di Luke ma Ermes non vuole rivelarglielo. I semidei preparano le difese e infatti Crono, alla guida del suo potentissimo esercito di mostri e mezzosangue, attacca Manhattan. Annabeth risveglia tutte le statue della città, che in realtà sono automi di Dedalo, dando loro l'ordine di difendere l'Olimpo, mentre Talia e le cacciatrici di Artemide partecipano alla battaglia. Percy intanto chiede agli spiriti dell'Hudson e dell'East River di affondare la flotta di Crono pagandoli con il dollaro di sabbia donatogli da Poseidone, che è capace di ripulire le acque dei fiumi; Percy torna nella battaglia e uccide il Minotauro, resuscitato dall'ultima sconfitta, e durante i combattimenti muoiono molti mezzosangue da entrambe le parti. Solo all'alba i combattimenti si fermano e Crono si ritira.
Durante la tregua i mezzosangue curano i feriti, tra cui c'è Annabeth, che si è frapposta tra Percy ed il coltello avvelenato di Ethan, il quale mirava senza saperlo al tallone d'Achille del ragazzo. Percy si prende cura di Annabeth e decide di rivelarle il suo punto debole. Nel frattempo continua a fare incubi e ad avere visioni che gli mostrano le vere storie di Annabeth, Luke, Nico e Bianca e dell'Oracolo, tutte vicende drammatiche nelle quali gli dei sbagliano e uccidono. Questo fa crollare la fiducia di Percy nell'Olimpo, che dai suoi sogni scopre inoltre che Rachel, la mortale con il dono della Vista, sta venendo ad aiutarlo. Prima della battaglia Prometeo, Titano della preveggenza, viene a negoziare la resa dei semidei. Prometeo infatti dice a Percy che ha previsto la sconfitta e la distruzione dell'Olimpo e chiede a Percy di evitare ulteriori stragi e di arrendersi al destino. Inoltre Percy dubita fortemente degli dei e di suo padre che, pur conoscendo il suo destino, non fa niente per aiutarlo. Prometeo dona a Percy il vaso di Pandora come segnale della resa di Percy: lui non avrebbe dovuto far altro che aprirlo e fare uscire la speranza. Nonostante i suoi dubbi però Percy resta fedele agli dei e, una volta finito il negoziato, decide di non aprire il vaso.
Comincia così la seconda battaglia, dove Percy sconfigge Iperione, il Titano della luce, che viene trasformato in un acero da Grover e dalle forze della natura. Percy, in groppa a Blackjack, atterra una scrofa volante gigante, distrutta infine dalle statue-automi di Dedalo. La battaglia infuria per il pomeriggio e la sera e, anche se Percy e gli altri uccidono una moltitudine di mostri, non riescono a fermarne l'avanzata. Però Chirone, alla testa di quattrocento centauri, provenienti da tutti gli Stati Uniti, arriva a battaglia quasi conclusa e scaccia il nemico.
Così finisce anche la seconda battaglia e nel periodo di tregua Dioniso fa teletrasportare Percy da lui. Il dio è stato sconfitto e gettato sulla terra da Tifone e ora sta aspettando di riprendersi. Il dio del vino e delle feste dice a Percy che gli dei sono parte della civiltà occidentale e che quindi, se nessuno la appoggiasse, gli dei cesserebbero di esistere,  come successo a Pan, a causa della distruzione della natura da parte dell'uomo: devono essere i mezzosangue a combattere per la civiltà occidentale e tutto ciò che essa rappresenta.
Una volta tornato a New York Percy vede Paul (il convivente della madre) e sua madre in macchina addormentati e intanto Rachel arriva sul suo elicottero. Rachel ha degli strani sogni e fa una predizione: un dragone attaccherà New York e sarà ucciso da un figlio di Ares con un trucco che però finirà nella morte. Infatti il dragone (e i guerrieri di Crono) attacca e Percy, insieme a Annabeth, non riesce a sconfiggerlo, tuttavia arriva l'aiuto di Clarisse e dei figli di Ares che hanno deciso di unirsi alla battaglia. Ma si scopre che la ragazza è Silena Beauregard, figlia di Afrodite, che ha rubato le armi di Clarisse e si è vestita con quelle, venendo avvelenata dal drago. La vera Clarisse uccide il dragone mentre Silena, che si scopre essere stata la spia per Crono, muore. Ormai New York è presa dai Titani, molti suoi amici sono morti e gli altri gli hanno voltato le spalle e Percy non nutre più alcuna fiducia negli dei. L'Olimpo intanto è in rovina come il potere dei suoi proprietari. Percy decide di sedersi sul trono del padre per attirare la sua attenzione al fine di chiedergli di abbandonare il suo palazzo per aiutare i mezzosangue; Crono nel frattempo si avvicina sempre più all'Empire State Building. Percy scende di nuovo sulla terra ai piedi del grattacielo, ma non può fermare Crono e il suo esercito; all'improvviso Nico e Ade, (che finalmente si è deciso a intervenire) alla testa del suo esercito di morti, circondano i mostri. Crono rompe l'incantesimo di Morfeo e tutta New York si risveglia, compresa la madre di Percy e Paul che iniziano a combattere.
Luke arriva sull'Olimpo, nel palazzo dei troni, cuore degli dei, dove vuole distruggere ogni cosa, ma Percy, insieme a Annabeth e a Grover, arrivano per impedirglielo. Poseidone intanto ha accettato la proposta del figlio ed insieme al suo esercito, guidato da Tyson e Briareo, ha incatenato e distrutto Tifone. Percy capisce che l'eroe della profezia non è lui bensì Luke, il quale tenta di liberarsi dal Titano. Percy così fa la sua sola scelta e gli consegna il coltello che Luke aveva regalato a Annabeth anni prima: l'orrida lama simbolo del tradimento. Luke così si libera dell'anima di Crono facendo avverare l'anima dell'eroe l'orrida lama strapperà, salvando l'Olimpo. Successivamente, il figlio di Ermes,  muore da eroe ponendo fine ai suoi giorni e salvando l'Olimpo; poco dopo le Parche vengono a portare via il corpo di Luke, e si festeggia la vittoria.

### Epilogo
Il ciclope Tyson viene nominato capo delle guardie dell'Olimpo, Annabeth corona il suo sogno e diventa l'architetto dell'Olimpo e Grover diventa capo dei satiri. A Percy, invece, verrà offerto di diventare un dio e servire suo padre per sempre, ma lui rifiuta, perché si rivede in Annabeth, terrorizzata all'idea di perderlo, come lui quando credeva che si volesse unire alle Cacciatrici due anni prima; chiede invece che gli dei si impegnino a riconoscere tutti i propri figli mezzosangue entro i tredici anni, compresi i figli degli dei minori, che avranno anche loro un posto ed una casa al Campo Mezzosangue. Per tutti gli dei minori schieratisi dalla parte di Crono (Nemesi, Ecate, Morfeo, Giano, Ebe e Pomona) e per tutti i figli dei Titani (come Calipso) viene promessa l'amnistia generale per il loro tradimento. Gli altri dei minori come Eolo o Estia avranno più considerazione nell'Olimpo ed anche Ade avrà un trono sull'Olimpo. Infine Rachel diventa il nuovo oracolo di Delfi e pronuncia una nuova grande profezia che sarà al centro degli eventi della seconda serie del Campo Mezzosangue, Eroi dell'Olimpo: La sera stessa Percy mangia la sua mini-torta di compleanno con Annabeth e i due si baciano. Nel capitolo finale, ambientato nell'ultimo giorno dell'estate al Campo, i due si sono fidanzati e Annabeth rimane a New York per stare vicina all'Olimpo.

## Personaggi
Olimpi ed alleati
- Zeus
- Era
- Poseidone
- Demetra
- Ares
- Afrodite
- Apollo
- Artemide
- Atena
- Efesto
- Ermes
- Dioniso
- Ade
- Estia
- Persefone
- Eolo
- Briareo, il centimano
- Percy Jackson
- Annabeth Chase e i figli di Atena
- Travis e Connor Stoll e i figli di Ermes
- Talia Grace e le cacciatrici di Artemide
- Clarisse La Rue e i figli di Ares
- Michael Yew e i figli di Apollo
- Charles Beckendorf e i figli di Efesto
- Silena Beauregard e i figli di Afrodite
- Katie Gardner e i figli di Demetra
- Polluce, figlio di Dioniso
- Nico Di Angelo, figlio di Ade
- Grover e le forze della natura
- Tyson e i Ciclopi
- Chirone e i centauri

Titani e nemici
- Crono, titano del tempo, re dei titani e padre degli dei
- Iperione, titano della luce
- Crio, titano delle costellazioni
- Oceano, titano del mare
- Prometeo, titano della preveggenza
- Tifone, padre di tutti i mostri
- Morfeo, dio dei sogni
- Ecate, dea della magia
- Giano, dio degli inizi delle fini e delle transizioni
- Pomona, dea dei frutti
- Ebe, dea della giovinezza
- Ethan Nakamura, mezzosangue figlio di Nemesis
- Minotauro
- Empuse
- Lestrigoni, mostri antropofagi
- Telchini
- Iperborei, giganti provenienti dal nord
- Dracene